# Instituto de Fisiología Celular
Instituto de Fisiologia Celular (UNAM), é um dos 21 Institutos de Pesquisa Científica da UNAM, e nele pesquisas de alta qualidade são realizadas em Bioquímica e Biologia Estrutural, Biologia Celular e do Desenvolvimento, Fisiologia Celular, Genética Molecular, Neurodesenvolvimento e Fisiologia, Neurociência Cognitiva e Neuropatologia Molecular.